# Зловісні мерці 2
«Зловісні мерці 2» (англ. The Evil Dead II) — американський фільм жахів 1987 року режисера Сема Реймі. Цей фільм, хоча є продовженням «Зловісних мерців» 1981 року, змінює його сюжет і має більш фарсовий характер.
Еш лишився на самоті в лісовому будиночку, оточений злими духами. Проте згодом у будиночок навідується Енні, дочка професора, що мешкав там. Щоб вигнати демонів, їм необхідно знайти потрібне закляття, але спершу — вистояти проти одержимих мерців.

## Сюжет
Початок фільму переінакшує сюжет «Зловісних мерців». Еш зі своєю дівчиною Ліндою (без друзів) приїжджають у маленький лісовий будиночок, з метою романтично провести час. В одній з кімнат Еш знаходить стародавню книгу «Некрономікон». Поряд з нею стоїть магнітофон, на який професор Ноубі, що раніше мешкав у цьому будинку, надиктував заклинання з книги. Увімкнувши його, Еш запускає запис, звучить заклинання і прикликає демонів, які оточують будиночок. Тим часом Лінда, залишившись одна, стає жертвою демона, який вселяється в неї та перетворює на рухомого мерця — дедайта. Еш обезголовлює Лінду та закопує її в лісі. Демон вселяється вже в нього, але настає світанок і Еш, який майже став дедайтом, повертається в нормальний стан і непритомніє. Він лежить на землі без свідомості ледь не весь день.
Еш потім намагається вибратися з лісу на авто, проте єдиний міст виявляється зруйнованим. Тікаючи від злого духа, Еш розбиває авто та тікає через ліс назад до будиночка. Йому вдається сховатися, а вночі на гелікоптері прибуває Енні — дочка професора Ноубі, її зустрічає колега Ед і Енні показує йому сторінки Некрономікону,які вона знайшла.ремонтник Джек і його подруга Боббі. Вони розшукують «Некрономікон», сумніваючись при цьому в магічних властивостях книги.
Почувши прибуття незнайомців, Еш визирає надвір і бачить, що Лінда вибралася з могили й танцює у лісі, насміхаючись із нього. Нажаханий Еш отямлюється в кріслі і вже сумнівається чи було це насправді, коли раптом йому в руки падає голова дедайта. Вона кусає Еша за праву руку, тоді він відбирає бензопилку в тіла Лінди, розрубує її голову та лишає останки в сараї. Побачивши як предмети рухаються невидимою силою, Еш озброюється дробовиком, але вкушена рука перестає його слухатися. Тоді Еш відрізає її бензопилкою та розстрілює. Несподівано зі стін починає литися кров, а опудало оленя та інші предмети регочуть.
До будиночка вривається Енні з колегами, які думають, що Еш убив професора Ноубі та його дружину. Його кидають у підвал і вирішують покликати шерифа. Енні знаходить магнітофонний запис батька і чує на ньому розповідь, що в його дружину Генрієтту вселився демон, професору довелося вбити її та поховати в підвалі. Почувши крики з підвалу, гості випускають Еша та замикають там дедайта.
Генрієтта набуває нормального вигляду та просить Енні випустити її. Енні не вірить, то з'являється одержимий Ед і застерігає, що до світанку всі в будиночку помруть. Еш зарубує Еда сокирою, проте демони нагадують про себе моторошними звуками. Виникає дух професора та радить прочитати інше закляття з «Некрономікона», щоб вигнати демонів.
Боббі тікає в ліс, де її обплутують гілки й тягнуть через хащі. В той час Енні знаходить закляття, здатне затягнути демонів у інше місце та час, якщо вони будуть в тілесній оболонці. Джек хоче йти шукати Боббі та не слухає застережень Еша. Та Джек погрожує Ешу з Енні дробовиком, змушуючи йти в ліс. Демон вселяється в Еша, жбурляє Джека в дерево та йде за Енні. Дівчина затягує Джека в будиночок, але його затягує в підвал Генрієтта, де розриває на шматки. Слідок Еш намагається вбити Енні, проте бачить кулон Лінди і це отямлює його.
Еш прилаштовує бензопилку на свою скалічену руку та вирушає разом з Енні зібрати розкидані сторінки «Некрономікона». Еш спускається в підвал, де бореться з Генрієттою. Енні відволікає дедайта колисковою, яку їй співала мати, а Еш розрубує потвору. Енні читає першу частину заклинання, що вселяє демонів у дерева, але дочитати не дає рука дедайта, що встромлює Енні в спину кинджал. Одержиме дерево хапає Еша, та Енні з останніх сил усе ж дочитає заклинання. Утворюється вихор, який затягує демонів, а також Еша.
Згодом Еш опиняється в середньовіччі, оточений лицарями. Вони збираються вбити його, але лякаються літаючого дедайта. Пострілом з дробовика Еш убиває істоту, лицарі славлять його як воїна, посланого звільнити від демонів.

## У ролях
| Актор                    | Роль                         |
| ------------------------ | ---------------------------- |
| Брюс Кемпбелл            | Еш                           |
| Сара Беррі               | Енні Ноубі                   |
| Ден Гікс                 | Джейк                        |
| Кессі ДеПайва            | Боббі Джо                    |
| Тед Реймі                | одержима Генрієтта           |
| Деніз Бікслер            | Лінда                        |
| Річард Домайер           | Ед Гетлі                     |
| Джон Пікс                | професор Реймонд Ноубі       |
| Лу Генкок                | Генрієтта Ноубі              |
| Сноуі Вінтерс            | одержима Лінда під час танцю |
| Сід Абрамс               | дублер                       |
| Джош Бекер               | дублер                       |
| Скотт Шпігель            | дублер                       |
| Томас Кідд               | дублер                       |
| Мітч Кантор              | дублер                       |
| Дженні Гріффіт           | дублер                       |
| Вільям Престон Робертсон | декілька ролей               |
| Тоні Елвуд               | Luggage Monkey               |
| Сем Реймі                | середньовічний воїн          |
| Грегорі Нікотеро         | декілька ролей               |

## Саундтрек
| Список треків | Список треків                                               | Список треків |
| #             | Назва                                                       | Тривалість    |
| ------------- | ----------------------------------------------------------- | ------------- |
| 1.            | «Behemoth»                                                  | 2:44          |
| 2.            | «Hush Lil' baby/Pee Wee Head»                               | 3:26          |
| 3.            | «The Book of Evil»                                          | 2:52          |
| 4.            | «Ash's Dream/Dancing Game/Dance of the Dead»                | 3:39          |
| 5.            | «Fresh Panic/The Other Side of Your Dream»                  | 4:27          |
| 6.            | «The Putrified Forest/Under Her Skin»                       | 4:21          |
| 7.            | «The Evil Begins Anew/Sunrise/Ash Attacks»                  | 3:00          |
| 8.            | «Hand and Mouse/Love Transforms/Mirror, Mirror/Bad Fingers» | 4:59          |
| 9.            | «Hail the .../End Title»                                    | 5:01          |
| 34:33         |                                                             |               |

## Цікаві факти
- У сцені, де Еш спускається у підвал за сторінками книги, на стіні можна побачити рукавичку Фредді Крюгера.
- Фільм послугував джерелом натхнення для творців гри Doom.
- У сцені, де Еш накриває свою одержиму відрубану руку відром, він кладе зверху книги для обважнення. Найвища — книга Ернеста Хемінгуея «Прощавай, зброє!» (A Farewell to Arms), дослівний переклад назви можна розуміти і як «Прощавайте, руки!».